# Заики (Полтавская область)
Заики (укр. Заїки) — село,
Челно-Федоровский сельский совет,
Зеньковский район,
Полтавская область,
Украина.
Код КОАТУУ — 5321387204. Население по переписи 2001 года составляло 1 человек.

## Географическое положение
Село Заики находится на расстоянии в 1 км от сёл Волошковое и Бухаловка.
Рядом проходит автомобильная дорога Т-1710 (Р-42).

## История
Есть на карте 1869 года как хутора Заичены